# Pierre des Avenelles
Pierre des Avenelles est un avocat parisien du XVIe siècle. Protestant mais loyaliste, il est connu pour avoir dénoncé Jean du Barry, l'organisateur de la conjuration d'Amboise. Alors que celui-ci était de passage à Paris, il l'avait hébergé dans sa maison. Il habitait dans le petit quartier protestant au faubourg Saint-Germain.
Au XIXe siècle, Balzac a fait de Pierre des Avenelles un des personnages principaux de La Chière nuictée d'amour, un de ses Contes drolatiques écrits à la manière de Rabelais. Dans ce conte, l'avocat parisien est présenté comme un mari violent et jaloux dont l'épouse devient la maîtresse d'un gentilhomme italien, Scipion Sardini.